# Louane Emera
Louane Emera of kortweg Louane (Hénin-Beaumont, 26 november 1996), artiestennaam van Anne Peichert, is een Franse zangeres en actrice. Ze werd opgemerkt in 2013 dankzij The Voice, la plus belle voix, een Frans televisieprogramma. Een jaar later in 2014 werd ze nog bekender dankzij de hoofdrol in haar eerste film: La Famille Bélier. Ze kreeg daarvoor ook de César van de vrouwelijke belofte. In 2025 vertegenwoordigt ze Frankrijk op het Eurovisiesongfestival.

## Biografie
Louane Emera groeit op met haar 4 zussen en broer. In 2008, op twaalfjarige leeftijd, deed ze mee aan het tweede seizoen van de serie l’Ecole des stars, uitgezonden op de zender Direct 8. In 2013, stelde ze zich kandidaat voor het tweede seizoen van "The Voice, la plus belle voix" op TF1, waar ze de halve finale bereikte met een liedje voor haar vader, die een paar maanden eerder overleed. Een jaar later overlijdt haar moeder, eveneens na een lang ziekbed.
De jonge zangeres werd tijdens “The Voice” opgemerkt door Éric Lartigau, die haar de hoofdrol gaf in zijn film La Famille Bélier, waarin zij Paula speelt, een 16-jarige die de enige horende is in een familie van doven. Toen de film in 2014 uitkwam, was ze nog leerling in haar laatste schooljaar in Rijsel. Begin 2015 kreeg ze dankzij haar hoofdrol zowel de César voor het beste jong vrouwelijk talent als de Prix Lumières voor de meest veelbelovende actrice.
Op 2 maart 2015 kwam haar debuutalbum uit, Chambre 12. De liedjes werden door Patxi Garat geschreven, een ex-kandidaat van de ‘Star Academy’ en Dan Black, van de Britse groep The Servant. Chambre 12 was in 2015 het meest verkochte album van Frankrijk en werd bekroond met de Victoire de l'album révélation de l'année in 2016 met een verkoop van 1,2 miljoen exemplaren. Haar tweede album, Louane, kwam uit in 2017 en werd eveneens een groot succes.
In 2020 verscheen haar album Joie de vivre, in 2022 gevolgd door Sentiments. Beide albums bereikten de top 10 van de Franse albumlijst en werden door het SNEP bekroond met een platina plaat. In oktober 2024 bracht Louane haar vijfde album Solo op de markt.
Op 30 januari 2025 werd Louane intern geselecteerd om Frankrijk te vertegenwoordigen op het Eurovisiesongfestival 2025. Haar nummer Maman werd op 15 maart 2025 vrijgegeven tijdens een rugbywedstrijd in het Stade de France.

## Discografie

### Albums
- Chambre 12 (2015)
- Louane (2017)
- Joie de vivre (2020)
- Sentiments (2022)
- Solo (2024)

### Singles
- Jour 1 (2014)
- Je vole (2014)
- Avenir (2015)
- Jeune (2015)
- Chambre 12 (2015)
- Nos secrets (2015)
- Maman (2015)
- Tourne (2016)
- On était beau (2017)
- Si t'étais là (2017)
- Immobile (2018)
- No (2018)
- Midi sur novembre feat. Julien Doré (2018)
- Donne-moi ton cœur (2020)
- Désolée (2020)
- Aimer à mort (2021)
- Secret (2022)
- Pardonne-moi (2023)
- Les étoiles (2024)
- La pluie (2024)
- Maman (2025)

## Hitnotaties

### Albums
| Album met hitnotering(en) in de Vlaamse Ultratop 200 albums | Datum van verschijnen | Datum van binnenkomst | Hoogste positie | Aantal weken | Opmerkingen |
| ----------------------------------------------------------- | --------------------- | --------------------- | --------------- | ------------ | ----------- |
| Chambre 12                                                  | 02-03-2015            | 14-03-2015            | 92              | 6            |             |
| Louane                                                      | 10-11-2017            | 18-11-2017            | 61              | 20           |             |
| Joie de vivre                                               | 2020                  | 31-10-2020            | 135             | 1            |             |

### Singles
| Single met hitnotering(en) in de Vlaamse Ultratop 50 | Datum van verschijnen | Datum van binnenkomst | Hoogste positie | Aantal weken | Opmerkingen     |
| ---------------------------------------------------- | --------------------- | --------------------- | --------------- | ------------ | --------------- |
| Avenir                                               | 01-12-2014            | 11-07-2015            | tip7            | -            |                 |
| Jour 1                                               | 24-03-2014            | 05-09-2015            | tip49           | -            |                 |
| On était beau                                        | 23-06-2017            | 08-07-2017            | tip47           | -            |                 |
| Si t'étais là                                        | 13-10-2017            | 04-11-2017            | tip3            | -            |                 |
| Midi sur novembre                                    | 21-09-2018            | 06-10-2018            | tip             | -            | met Julien Doré |
| Désolée                                              | 2021                  | 23-01-2021            | tip             | -            |                 |

## Filmografie
- Les affamés (2018)
- Nos patriotes (2017)
- La Famille Bélier (2014)

## Prijzen en nominaties
| Jaar | Prijs            | Categorie                        | Voor              | Uitslag  |
| ---- | ---------------- | -------------------------------- | ----------------- | -------- |
| 2015 | César            | Beste jong vrouwelijk talent     | La Famille Bélier | Gewonnen |
| 2015 | Prix Lumières    | Meest veelbelovende actrice      | La Famille Bélier | Gewonnen |
| 2015 | NRJ Music Awards | Franstalige belofte van het jaar | -                 | Gewonnen |
| 2016 | Prix Talents W9  | Speciale publieksprijs           | -                 | Gewonnen |